# نجاتم بده (ترانه بی‌تی‌اس)
«نجاتم بده» (به انگلیسی: Save Me) ترانه‌ای از گروه پسرانهٔ کره‌ای بی‌تی‌اس، از آلبوم گردآوری‌شدهٔ زیباترین لحظه در زندگی: همیشه جوان (۲۰۱۶) است. نسخهٔ اصلی کره‌ای این تک‌آهنگ در ۲ مهٔ ۲۰۱۶، توسط بیگ هیت در کرهٔ جنوبی و نسخهٔ ژاپنی آن در ۷ سپتامبر ۲۰۱۶، توسط یونیورسال ژاپن و ویرجین-دف جم منتشر شد و بخشی از آلبوم استودیویی جوانی بود.

## عملکرد تجاری
«نجاتم بده» در رتبهٔ دوم جدول ترانه‌های دیجیتال ملل بیلبورد جای گرفت. موزیک ویدئوی این تک‌آهنگ در فهرست پربیننده‌ترین ویدئوهای کی-پاپ در آمریکا و سراسر جهان: مهٔ ۲۰۱۶ بیلبورد دوم شد.

## عوامل
جزئیات برگرفته از یادداشت‌های سی‌دی زیباترین لحظه در زندگی: همیشه جوان است.
- پی‌داگ – تهیه‌کننده، کیبورد، سینث‌سایزر
- «هیت‌من» بنگ – تهیه‌کننده
- رپ مانستر – تهیه‌کننده
- شوگا – تهیه‌کننده
- دوین چنل – تهیه‌کننده
- جونگ کوک – کورس
- اسلو ربیت – تنظیم صدا و رپ، مهندس ضبط (کاروت اکسپرس)
- سم کلمپنر – مهندس میکس

## جداول
| چارت (۲۰۱۷)                                      | بالاترین موقعیت |
| ------------------------------------------------ | --------------- |
| دانلودهای فنلاند (جدول‌های رسمی فنلاند)           | ۲۳              |
| فیلیپین (۱۰۰ آهنگ داغ فیلیپین)                   | ۷۱              |
| کرهٔ جنوبی (جدول تک‌آهنگ‌های گائون)                 | ۱۹              |
| فروش ترانه‌های دیجیتال ملل ایالات متحده (بیلبورد) | ۲               |

## فروش
| جدول         | فروش    |
| ------------ | ------- |
| کرهٔ جنوبی    | ۲۲۸٬۱۷۰ |
| ایالات متحده | ۹۲٬۰۰۰  |

## تاریخچه انتشار
| منطقه | تاریخ انتشار   | قالب                  | نسخه  | ناشر                                |
| ----- | -------------- | --------------------- | ----- | ----------------------------------- |
| مختلف | ۲ مهٔ ۲۰۱۶      | دانلود دیجیتال استریم | کره‌ای | بیگ هیت اینترتینمنت                 |
| مختلف | ۷ سپتامبر ۲۰۱۶ | دانلود دیجیتال استریم | ژاپنی | بیگ هیت یونیورسال ژاپن ویرجین دف جم |